# Alaska Malamute
Chó Alaska hay Alaska Malamute hoặc Mahlemuts là một giống chó kéo xe ở Alaska. Giống chó được đặt tên theo bộ tộc Mahlemut là Malamute. Người Eskimo du mục ở Alaska đã khám phá ra chúng có khả năng di chuyển và kéo xe trên tuyết một khoảng cách rất lớn và liên tục. Họ đã cho lai tạo với những giống khác như chó Newfoundland hoặc St Bernard để có được giống chó ngày càng to hơn, khỏe hơn, bền bỉ hơn, và chịu được thời tiết khắc nghiệt của vùng Bắc Cực. Người Nga đã dùng những chú chó này đê chở lông thú và thịt thú rừng tới những khu vực lân cận để bán và đổi các mặt hàng khác. Giống chó này đòi hỏi được tập luyện hàng ngày nếu không chúng sẽ buồn chán và phá hoại.

## Tổng quan
Chúng được những người dân sống tại sống tại vịnh Kotzebue, Vùng đất Alaska nuôi dưỡng và huấn luyện chuyên dùng để làm việc trong thời tiết khắc nghiệt và hết sức lạnh giá của vùng đất Bắc Cực. Khi những người Nga khám phá ra vùng đất bắc cực lạnh giá này thì họ cũng có nhắc đến giống Chó với những đặc điểm mà giống với những gì mà giống Chó alaska đang có. Sau này vùng đất Alaska trở thành 1 bang của Mỹ thì ngẫu nhiên, giống Chó này trở thành một giống Chó của Mỹ. Và chính vì thế, đến năn 1935 American Kennel Club đã công nhận điều ấy.
Những người dân du mục khá tự hào về giống chó của họ vì chúng luôn hoàn thành tốt quãng đường phải vượt qua. Malamute đã được phát triển ở Alaska từ lâu đời, trước khi Alaska trở thành một bang của Mỹ. Việc nghiên cứu và phát triển giống chó này không rầm rộ hay nổi bật như các giống chó khác.
Malamute chủ yếu được nuôi ở gần vùng Bắc cực băng giá và những khu vực có tuyết quanh năm. Tuy nhiên ở một số nơi khác thì chúng được nuôi như vật cảnh trong gia đình. Khi cần di chuyển trên một quãng đường tuyết khá xa thì khó có loài nào có thể thay thế được chó Malamute. Manamute vẫn được lai tạo để phục vụ cho mục đích kéo xe. Một đàn chó kéo đông tạo nên một sức mạnh to lớn để vượt nhiều con đường tuyết phủ trắng với sự nhiệt tình hết mình cho chuyến đi và chịu đựng thời tiết khắc nghiệt. Chúng thay cho bất kì loại hình phương tiện di chuyển nào trên vùng đất phương Bắc này.
Hàng năm tại Canada, Mỹ và một số nước khác có tổ chức những cuộc đua mang tính chất thể thao diễn ra nhằm phát triển giống chó chuyên kéo xe tuyết này. Đôi khi tại một số thành phố hay nông trại thì người nuôi cũng sử dụng chúng với mục đích tương tự nhưng những con Malamute này lại kéo xe có bánh tròn để thồ nông sản và một số vật dụng khác thay cho ngựa. Với những đàn chó kéo trên 15 con trên một quãng đường rất dài thì yêu cầu người nuôi và điều khiển có sự tuyển chọn kĩ càng cho những chuyến đi.

## Đặc điểm

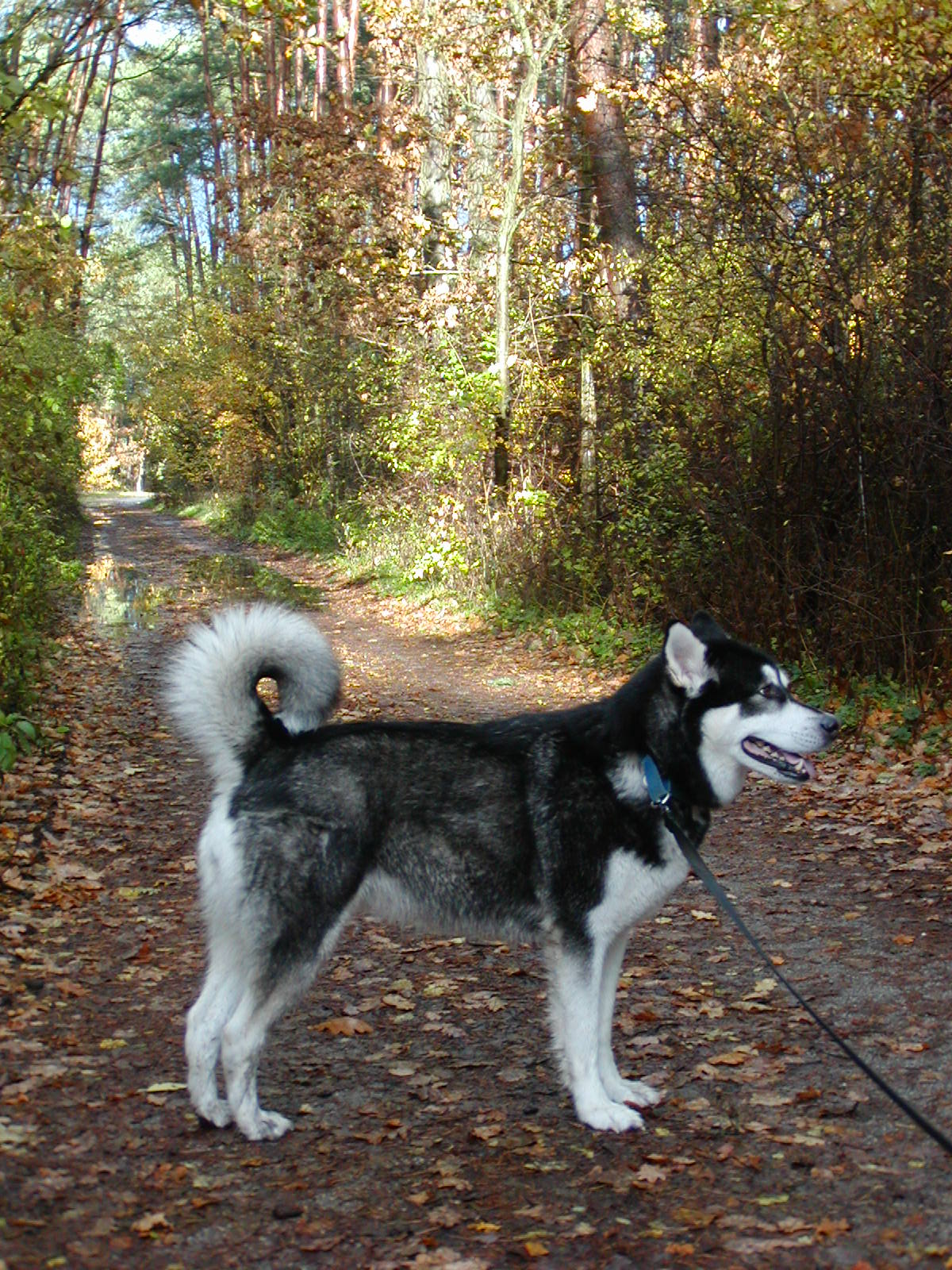
Một con Alaska Malamut

Theo sự phân chia của AKC (hiệp hội chó Hoa Kỳ), có tất cả ba loại chó Alaska là Standard (tiêu chuẩn), Large Standard (tiêu chuẩn lớn) và Giant (khổng lồ). Alaskan Malamute có chiều cao trung bình là 63,5 cm và có thể cao đến 68,5 cm và có sự cân đối về chiều cao, cân nặng, cấu trúc xương và cơ bắp. Dòng Giant có thể cao đến 70 cm và nặng tới 75 kg.Xương chân lớn rất cơ bắp để phục vụ cho việc kéo xe. Với hình dáng ngoài không được quý phái, duyên dáng hay có dáng thể thao như một số giống khác mà nó có nét tương đồng với loài sói Bắc Mỹ. Cặp mắt màu nâu, nâu đen hình quả hạnh, tai nhỏ đầy lông tơ. Alaska Malamute đẹp nhất là nhờ bộ lông dày mượt, đặc biệt cái đuôi hình bông lau xõa đều cong ngược trên lưng. Bộ lông dày thô, mềm, bóng và có sắc biến thiên dần từ màu trắng toát ở phần bụng tới màu đen lên đến trên sống lưng và có khuôn mặt rất đẹp với những mảng trắng. Đuôi luôn cuộn phía trên lưng. Giống chó Alaskan Malamute có hai lớp lông ngăn không cho cái lạnh buốt giá ngấm vào cơ thể. Lớp lông dài phía ngoài không thấm nước, lớp lông trong ngắn hơn nhưng rất dày lớp lông trong ngắn và cấu trúc như những sợi lông cừu. Do vậy mà việc chăm sóc lông phải yêu cầu rất nhiều thời gian và chu đáo. Nếu nuôi tại các gia đình thì phải chải lông thường xuyên để tránh lông rụng bám vào thảm hay chăn đệm.
Chó alaska là một trong những giống Chó lao động mà chủ yếu là dùng để kéo xe, chính vì thế chúng sở hữu một bộ khung cao to, chắc chắn rất khỏe mạnh và đặcbiệt là xương chân và các khớp xương chân tương đối phát triển. Loại Chó này rất đa dạng về màu lông, nhưng điển hình là màu xám trắng, xám lông chồn kết hợp với trắng, đen trắng hoặc có thể trắng toàn thân. Dù Chó alaska có màu lông như thế nào đi chăng nữa thì 2 yếu tố màu lông không thể thay đổi đó là mõm và 4 chân phải là màu trắng. Bộ lông của chúng được phân ra thành 2 lớp. Lớp lông dài bên ngoài đặc biệt không thấm nước; lớp lông trong ngắn hơn nhưng rất dày, có cấu trúc như lông cừu. Chó đẹp nhất là nhờ vào bộ lông của chúng, một bộ lông dày, mượt, khỏe, và có cái đuôi cong dài những sợi lông dài, xõa đều trên lưng. Chúng sở hữu đôi mắt có vị trí xiên chéo trên hộp sọ, hình hạt hạnh nhân, màu hạt dẻ và kích cỡ trung bình. Trong khi di chuyển, chúng luôn đứng thẳng, ngẩng cao đầu, 2 mắt mở to và luôn luôn quan sát do Chó alaska rất tò mò, rất nhanh nhẹn hoạt bát, luôn luôn quan sát tìm hiểu mọi sự vật hiện tượng xung quanh.

## Tập tính
Chúng thông minh, hiền hòa, luôn biết nghe lời dù là chó cái hay đực và luôn nổi bật trong công việc. Thích trẻ nhỏ và luôn hòa thuận với nhũng vật nuôi khác. Tuy nhiên thường thì Malamute không có thói quen nhặt bóng hay tha đồ vật như một số giống chó săn khác vì mục đích nuôi từ cổ xưa của người Eskimo không vì mục đích săn bắn mà chỉ để kéo xe nên bản tính săn mồi trong nó rất ít. Đặc biệt là không bao giờ tấn công mèo, điều rất khác với đa số các con chó khác. Alaskan Malamute là giống chó thông minh nên có khả năng học tập rất nhanh và rất biết vâng lời. Bản chất rất tò mò và vô cùng hiếu động nên Malamute rất thích được lao động. Alaskan Malamute có thể tự đi rất xa mà vẫn tìm được đường về. Do tập tục sống bầy đàn nên khi nuôi trong gia đình thì chúng rất nghe lời chủ bởi coi chủ như con đầu đàn, luôn phục tùng và có khuynh hướng luôn sẵn sàng bảo vệ đàn của mình khi có kẻ muốn tấn công hay xâm phạm. Malamute có khả năng học và dễ tuân lệnh,chúng vui tính và phá phách,chúng rất thích ở bầy đàn để hưởng ứng được sức mạnh của đàn chó,những con cô lập sẽ cố gắng tìm một con chó khác để làm bạn đồng hành. Chúng rất thích thú khi được kéo vật gì đó trên những đoạn đường dài cùng bầy đàn của nó. Việc di chuyển trên tuyết trong không gian rộng lớn thì rất tốt.
Chúng thích chạy nhảy ở những nơi rộng rãi thoáng mát và một điều khá hay đó là giống Chó alaska này không có thói quen tha đồ hay nhặt bóng như những giống Chó săn khác vì vốn dĩ ngay từ thời xa xưa, những người dân vùng Bắc Cực nuôi dưỡng và huấn luyện chúng chỉ để lao động mà điển hình là dùng để kéo xe chứ không dùng chúng vào mục đích săn môi như các loại khác. Bản năng kéo xe và di chuyển trên những quãng đường dài dường như nó đã ngấm vào máu của dòng Chó này. Chó Alaska là một trong những giống Chó thông minh nhất thế giới. Chúng có bề ngoài hình giáng giống như một con Chó sói hung dữ và khó gần tuy nhiên trái với những gì so với vẻ bề ngoài của nó thì chó Alaska rất hiền lành, gần gũi rất tinh nghịch nhưng lại biết nghe lời chủ. Chúng sống với chủ nhân của chúng rất hiền hòa, và rất tình cảm. Chó Alaska này đó là chúng đặc biệt rất quý trẻ em.
Có một sự kiện diễn ra liên quan đến loài chó này, đó là vụ việc bé gái 6 ngày tuổi được cho là bị chó Alaskan Malamute cắn vào đầu. Bà mẹ đã khi phát hiện con gái 6 ngày tuổi có tên Eliza-Mae Martha Mullane tử vong bên cạnh con chó giống Alaskan Malamut có tên Nisha của gia đình. Người mẹ ba con hoảng hốt nói với người hàng xóm rằng:"Cháu không biết làm gì nữa, con chó cắn chết con bé rồi". Cô ấy liên tục hét lên "Con chó đã cắn chết con bé". Người chồng đã mua con chó giống Alaskan Malamut ở bên ngoài 1 quán rượu rồi đem con chó đó về vì ai đó nói rằng họ sẽ bỏ con chó đó đi. Con chó Nisha được khoảng 5, 6 tuổi nhưng trông nó già hơn tuổi, trước đó, nó đã bị bạc đãi.